# معركة المسيد
معركة لمسيد هي مواجهة عسكرية حدثت في الفترة من 10 يوليو إلى 1 أغسطس عام 1983 أثناء حرب الصحراء الغربية بعدما نجحت قوات جبهة البوليساريو في مهاجمة مدينة لمسيد الواقعة في الأراضي المغربية غرب جبل واركزيز على بُعد نحو خمسين كيلومترًا جنوب مدينة طانطان خلف الجدار الرملي الذي تتحصن به قوات الجيش الملكي المغربي.

## الخلفية التاريخية
تقع مدينة لمسيد المغربية بالقرب من جبل واركزيز، وهي جبال تقع في الأراضي المغربية، ولكن تسيطر عليها جبهة البوليساريو. ومن الناحية العسكرية، فقد كان الهجوم يهدف إلى تعطيل وصول الإمداد للقوات المغربية المتمركزة في منطقة شمال الصحراء الغربية.

## المعركة
وقع الهجوم بعد 18 شهرًا دون حدوث قتال كبير ما بين الطرفين المتصارعين على فرض السيطرة على منطقة الصحراء الغربية، وكان الغرض منه التذكير بأن البوليساريو ما زالت قادرة على خوض المعارك، إذ لم تكن المناقشات حول إجراء استفتاء لتقرير المصير تُحرز أي تقدم، وكانت هناك شائعات منتشرة تشير إلى حدوث تقارب محتمل بين الجزائر والمغرب. كانت العاصمة الإثيوبية أديس أبابا هي مقر منظمة الوحدة الأفريقية المسؤولة عن إجراء المفاوضات بين الجانبين، فكانت جبهة البوليساريو أمام خيارين لا ثالث لهما، إما أديس أبابا أو لمسيد، وبحسب بول بالتا، فقد قررت جبهة البوليساريو خوض المعركة في لمسيد بموافقة من حكومة الجزائر.
بدأت قوات البوليساريو بشن هجومها الأول في 10 يوليو (تموز) عام 1983، وامتدت المعارك الأولى بدءًا من العاشر من شهر يوليو وحتى الرابع عشر من يوليو. وفي الرابع عشر من يوليو، صد الجيش المغربي وحدة من قوات البوليساريو كانت تضم 150 عربة، بالتزامن مع شن هجمات أقل حدة على منطقة الزاك ومنطقة السمارة. ثُم وصلت المعركة ذروتها في 1 أغسطس من عام 1983، حيث استمر القتال في ذلك اليوم، وفقا لما ذكرته جبهة البوليساريو، حتى حلول الظلام على جبهة طولها 50 كيلومترا امتدت من منطقة سبكة لبريديلة إلى مقسم الحيران مرورا بجرارية سيد علي. كانت جبهة البوليساريو ستتخذ موقفاً مغربياً في مقسم الحيران على الطريق بين اللمسييد والزاك. أعلنت جبهة البوليساريو بعد ذلك أن القوات المسلحة المغربية قد استخدمت لأول مرة طائرات مروحية مسلحة بصواريخ جو - أرض. وبحسب مقابلة أجريت في عام 2002 مع لحبيب أيوب، القائد الصحراوي للهجوم، فإن الضباط الجزائريين طلبوا منه وقف الهجوم لتجنب حدوث رد مغربي على الأراضي الجزائرية.

## الخسائر المادية والبشرية
تكبدت قوات الجمهورية العربية الصحراوية الديمقراطية خسائر فادحة خلال المعركة، ففي أثناء هجوم 10 يوليو عام 1983، أعلنت الحكومة المغربية عن مقتل 50 انفصاليًا من جبهة البوليساريو، وتدمير عشر مركبات تباعة لهم، وتعرّف على مقتل شخصين وجرح 30 آخرين. كما أعلنت الحكومة المغربية عن تدمير أو إتلاف ثلاث دبابات و41 عربة للبوليساريو خلال هجوم 26 يوليو (تموز) عام 1983، · بينما كان هُناك نحز 5 قتلى و22 جريحًا بين جنود الجيش الملكي المغربي. وعلى الجانب الآحر فقد أشارت بيانات جبهة البوليساريو الصحفية إلى مقتل 777 مغربياً خلال المعركة وتدمير 109 من دبابات ومدرعات وناقلات جند وسيارات جيب وشاحنات تابعة للقوات المغربية خلال هجوم 10 يوليو عام 1983، وسط إصرار الجبهة على أهمية هذا الهجوم مقارنة بالعمليات السابقة التي أعقبت معركة قلطة زمور.
أظهر الهجوم الذي شنته قوات البوليساريو على منطقة لمسيد المغربية أن الجدار الرملي لا يكفي لصد هجمات الحركة، ووصف الملك الحسن الثاني المهاجمين بأنهم مرتزقة، وقد أظهرت عودة هذا المصطلح لتسمية الانفصاليين مدى تصلب الموقف المغربي تجاه قضية الصحراء الغربية بعد الاشتباكات. كما سمح الهجوم للمغرب بالإصرار على جدية الصراع وتمرير خطة تقشف في الاقتصاد المغربي.